# 亞厘畢·波爾
亞厘畢·波爾，VC，DSO & Two Bars，MC（1896年8月14日—1917年5月7日），是第一次世界大戰期間的英國戰鬥機飛行員。在他陣亡前，以擊落44架敵機記錄成為英國首席王牌飛行員，並且仍然是英國擊落敵機戰績第四高的王牌，僅次於愛德華·馬諾克，占士·麥卡登和佐治·麥克羅伊。
波爾在諾定咸出生和成長，在第一次世界大戰爆發時加入雪伍德森林兵團，並於1914年10月被任命為少尉。1915年，他調到英國皇家飛行隊(RFC)，並於1916年1月26日獲得了飛行員翼章。加入在法國的第13中隊執行偵察任務，然後於5月被派駐第11中隊，一個操作戰鬥機的單位。從那時起直到10月休假返回英格蘭，他累積了許多空戰勝利記錄，兩次獲得傑出服務勳章和軍功十字勳章。他是第一個成為英國國家英雄的王牌飛行員。
休假後，波爾被派駐第56中隊，該中隊於1917年4月部署到西線戰場。5月7日他在法國的一塊田野墜機身亡，引發了一波全國哀悼和身後的表彰浪潮，其中包括授與波爾維多利亞十字勳章，以表揚他在最後一次執行任務期間的行為。德國著名王牌飛行員紅男爵-里希特霍芬在聽到波爾去世的消息後說，"他是迄今為止最好的英國飛行員"。

## 早期生活和教育
亞厘畢·波爾在1896年8月14日出生於諾定咸倫頓的倫頓大街一所房子。他的家庭連續在整個地區搬家後，最終定居在倫頓路的一所名叫Sedgley大宅。他的父親是亞厘畢·波爾，他是一位成功的商人，由從事工人到成為諾定咸市長到後來被封下級勳位爵士，母親名叫哈麗特·瑪麗·佩奇。亞厘畢·波爾有一個姐姐和一個弟弟。他的父母被認為對孩子是充滿愛心和溺愛的。年輕時，波爾的住宅後面有一間小屋，他在那裡修補發動機和電氣設備。他成長於充滿槍械知識的環境，並在Sedgley大宅的花園裡進行練習射擊目標。他具有敏銳的視野，很快就成了一位神槍手。他亦非常虔誠。這並沒有限制他在少年時期對其他事物的大膽追求; 如煙囪修理工作在他16歲生日的時候，他陪同一位當地工匠來到一間高大的工廠煙囪頂上，波爾在一旁漫步對身處的高度滿不在乎。波爾曾就讀於倫頓教會學校、國王學校 (格蘭瑟姆)和諾定咸高校，1911年1月在他14歲時轉校到特倫特公學。作為一名學生，他只表現出一般水平的能力，但能夠培養出他對機械事物的好奇心。他最好的科目是木工、模型製造、小提琴和攝影。他還有在軍官訓練團服務。1913年12月，17歲的亞厘畢離開學校時，他的父親幫助他在家附近的環球機械工廠找到一份工作。

## 第一次世界大戰

### 戰爭初期的勤務
1914年8月第一次世界大戰爆發，波爾應徵入伍，加入雪伍德森林(諾定咸郡和打比郡兵團)的第2/第7羅賓漢步兵營。不久晉陞為中士，他於10月29日獲得委任為少尉。他被分配到訓練新兵，但這個後方梯隊的任務惹惱了他。意欲看到戰事的他，於次年初調到騎馬步兵師的北米德蘭摩托化步兵連，但仍是一個被限制在英格蘭的崗位。1915年2月24日，他寫給他父母的信中說，"我剛把五個男孩送到法國，我聽說他們星期一就要在炮火線上。不能去只是我的運氣。"
波爾開始與Dorothy (Dot) Elbourne短暫約會到6月，他決定在亨登飛行場上私人飛行課，這將為他提供一個對工程興趣的管道，並可能幫助他更快地前往法國看到戰事。他花錢在魯飛-鮑曼學校(Ruffy-Baumann School)接受飛行訓練，學校收取75至100英鎊的教學費用（2010年價格為5,580至7,440英鎊）。
波爾會在淩晨3點醒來，騎著摩托車到魯飛-鮑曼學校進行飛行練習，然後在早上6：45開始他每天的軍務。他在魯飛-鮑曼並非唯一的飛行學員; 愛德溫·高爾正同時在那裡學習飛行。
波爾在家書中的記載說，他發現飛行是一項"傑出的運動"。

### 軍事訓練和偵察工作

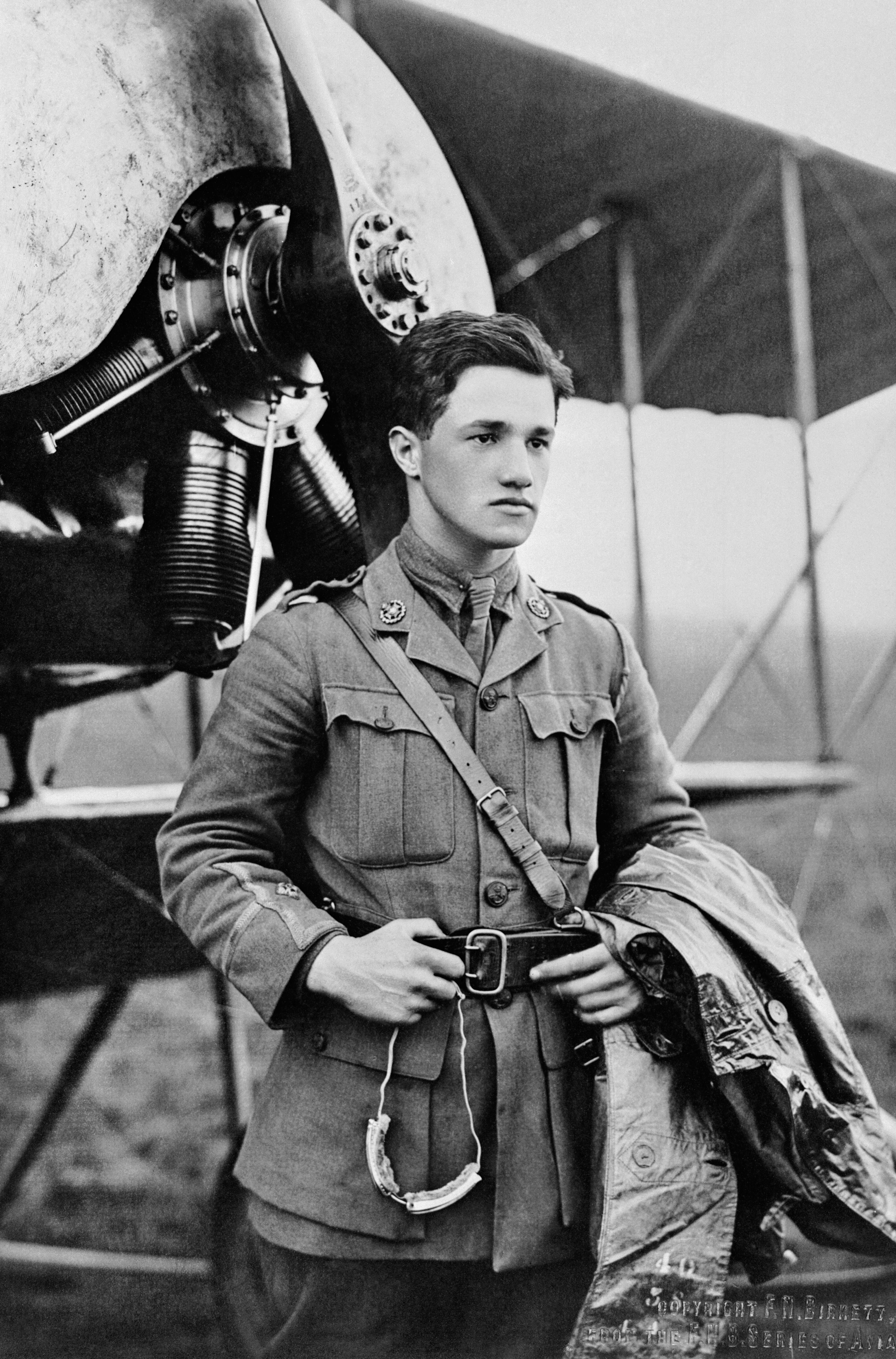
波爾與過時的高德隆G.3雙翼機，在1915至1916年被廣泛用作教練機

雖然波爾被他的教練評核為一名普通的飛行員，但他仍合資格在1915年10月15日獲得了英國皇家航空俱樂部的飛行員證書（第1898號），並立即要求調到英國皇家飛行隊(RFC)。
他於10月23日暫時調派到第9(預備役)中隊，並在諾域治附近的毛斯爾·希斯機場接受訓練。在12月的首個星期，他在一整夜的值班後，在莫里斯·佛爾曼MF.7長角牛雙翼機作單獨飛行，他的著陸是不平穩的。當他的教練諷刺地評論著他的降落技術時，波爾憤怒地呼喊，他在飛機上只有15分鐘的經驗，如果這是他得到的最好的指導，他寧願回到他的舊部隊。飛行教練態度緩和，波爾再次單飛，並連續在五次飛行中成功地降落。他的顛簸降落並不是波爾的最後一次; 他在其餘的兩次中活下來。他在中央飛行學校完成了訓練，並於1916年1月22日被授予飛行員翼章。一星期後，他被正式從北米德蘭摩托化步兵連調到RFC擔任飛行員。
1916年2月18日，波爾加入駐法國馬里約的第13中隊，駕駛一架雙座的皇家飛機工廠B.E.2c執行偵察任務。他在3月27日被防空炮火擊落後倖存下來。三天後他展開第一場空戰，是駕駛B.E.2c參與的幾場空戰中的第一場; 他和他的觀察員S.A.維利爾斯中尉向德軍雙座機射擊了路易士機槍一個半彈鼓的彈藥，但波爾被第二架支援的德軍雙座機趕走。在這場無果的小接觸後，波爾在他的許多信中寫道，"我喜歡這份工作，但緊張情緒不會持續太久，而你很快就想休息一下"。在寫給父親的信中，他勸阻弟弟追隨他加入RFC的計劃。4月10日，波爾和維利爾斯試圖用他們的雙座機擊落敵方觀察氣球，但沒有成功。波爾的進取心和技術迅速成長使他當月稍候時間獲得了接觸中隊的布里斯托斥候式單座戰鬥機。1916年4月同樣看到波爾在一封信中第一次提到 "一台最美妙的機器...比匈奴人的福克戰鬥機更好"。

### 最初的戰鬥機崗位
1916年5月7日，波爾被派駐第11中隊，該中隊混合了包括布里斯托斥候式、紐波特16s和皇家飛機工廠F.E.2b推進式飛機在內的戰鬥機。與新單位一起飛行後的第一天，他給家裡寫了一封信，抱怨軍務以外的雜役勞動。並對鄰近鄉村分配到的民家營舍的衛生狀況不滿，並選擇住在機場上的帳篷。波爾為自己建造了一間小屋來代替帳篷，並種植了一個花園。
波爾在整個飛行生涯中，主要是一個"孤狼"飛行員，從下方跟蹤他的獵物，直到他拉近到足以使用他安裝在福斯特機槍架的機翼頂路易士機槍，以傾斜角度向上射擊敵機。
根據王牌飛行員同胞和維多利亞十字勳章得主占士·麥卡登的說法，"把機槍拉下來向上射擊，同時準確地操縱自己的機器，是一件非常藝術的工作"。波爾在地面上和空中一樣孤獨，寧願呆在自己的小屋裡，遠離其他中隊隊員。他的休班時間都花在照顧他的小花園和練習小提琴上。雖然本身不是不善於交際，但他極其敏感和害羞。波爾在他的飛機上充當自己的機械師，因此，往往衣容不整和亂七八糟。他打扮穿著奇異延伸到不戴飛行帽和護目鏡飛行的習慣，而且他留著比一般規定要長的濃密黑髮。1916年5月16日，波爾駕駛一架布里斯托斥候式戰鬥機擊落一架德軍偵察機，取得了他的首次空戰勝利。然後他換乘紐波特戰鬥機，於5月29日擊落兩架LVG偵察機，6月1日又擊落了一架福克E單翼戰鬥機。6月25日，他用磷光體炸彈摧毀一個觀測氣球，成為一位氣球破壞者和王牌飛行員。在這個月裡，他寫信給他的父母，告誡他們，如果他陣亡，要努力"好好接受"。7月2日，他再次在一架次的飛行中取得了兩場空戰勝利，分別擊落了羅蘭C-II偵察機和阿維他偵察機，將擊墜記錄增加到7架。
波爾隨後要求休息幾天，但令他沮喪的是，被臨時調到第8中隊，從7月18日至8月14日駕駛B.E.2執行空中偵察任務。在這崗位中波爾執行了一個不尋常的任務。7月28日晚，他駕駛飛機運送一名法國間諜越過德軍的防線。他躲開三架德軍戰鬥機以及防空炮火的襲擊，降落在一片荒蕪的田野，卻發現間諜拒絕離開飛機。當他在第8中隊執行偵察任務時，倫敦憲報發報消息，他被授予軍功十字勳章"以表揚他在多個時刻都展現出出眾的技術和英勇的舉動"，特別是"有一次他在一架次的飛行中攻擊了六架敵機"。這種事在波爾來說並不罕見，在他的整個生涯中，波爾一般不顧勝算一見目標馬上開火攻擊。他聲稱自己對敵手沒有憎恨，給父母寫的信中陳述 "我只是一小碎屑，只是因為這是我的職責…沒有什麼比看到他們倒下更讓我感覺墮落的了，但你看不是他們被擊落就是我，所以我必須盡我最大的責任，使被擊落成為 '他們' 的事件。

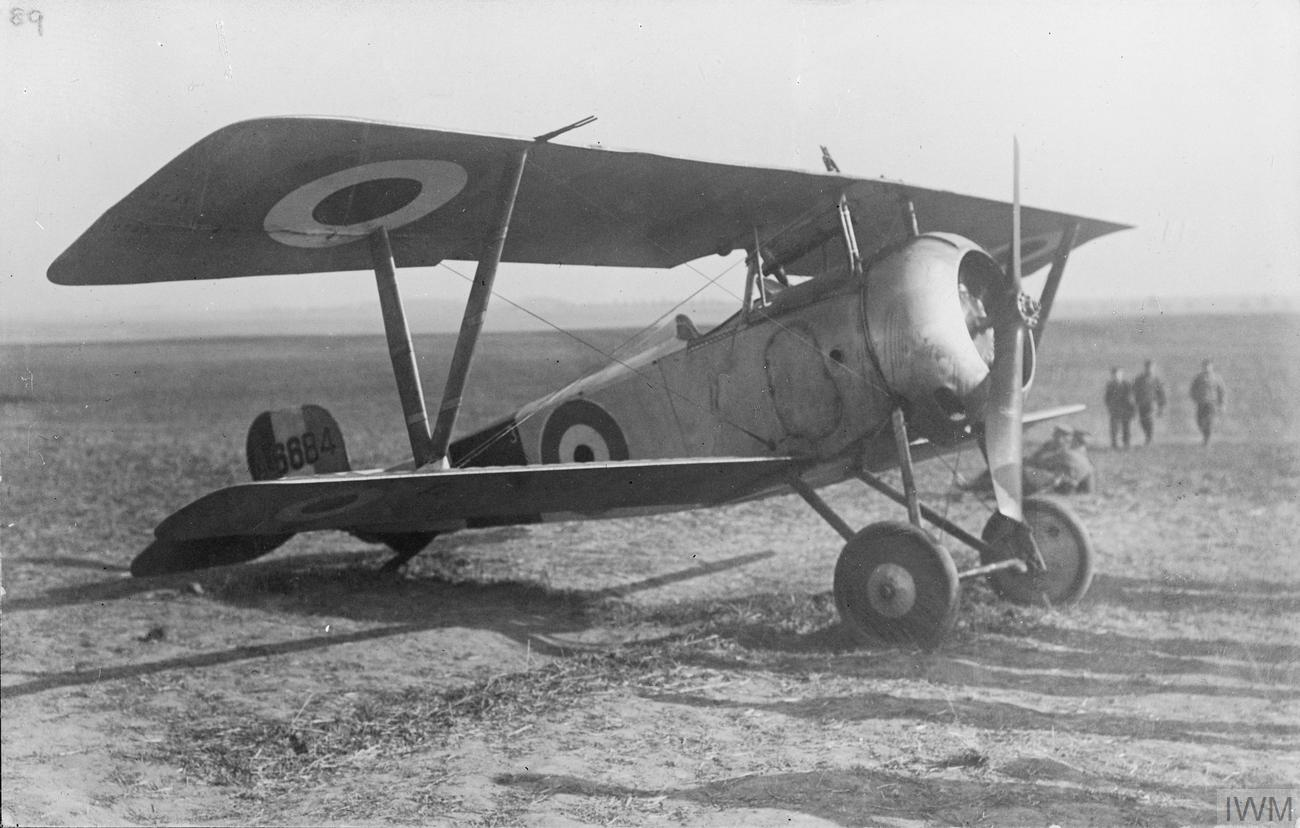
波爾在第60中隊駕駛相同型號的紐波特17戰鬥機

波爾在20歲生日時被晉升為臨時上尉，並回到第11中隊。1916年8月22日，他一舉摧毀了三架羅蘭C-IIs偵察機，這是首次有RFC飛行員這樣做到。他在防線後15英里（24）的位置與14架德機交火來結束當日的戰鬥。由於飛機嚴重受損，燃料耗盡，他掙扎著返回協約國的防線降落。8月23日，他與第11中隊的部分人員一起調到第60中隊。他的新指揮官讓波爾自由掌控任務的權力作單獨飛行，並分配給他自己專屬的私人飛機和維修人員。其中一名中隊機械師漆上了一個非標準的紅色螺旋槳頭; A201號成為波爾一系列飛機中第一個擁有這種配色方案的飛機。他發現這有助他的中隊同胞識別他的飛機，並確認他的戰果。到8月底，他擊墜記錄已增加到17架，包括8月28日的3架。
波爾隨後休假返回英格蘭。他在法國的功績得到了相當大的宣傳。他是第一個家喻戶曉的英國王牌飛行員，他兼且發現如此的名聲，讓他不能走在諾定咸的街道上，而沒有被市民停下來祝賀。在此之前，英國政府抑制了其王牌的名字，與法國和德國宣傳其王牌的政策形成鮮明對比，但7月開始的索姆河戰役的失利，使政治上需要宣傳英軍在空中作戰上的成功。
波爾的成就對初露頭角的飛行員愛德華·馬諾克產生了深遠的影響，他將成為英國最高擊墜記錄的王牌，並獲得了維多利亞十字勳章。
回到駐法國的第60中隊，波爾在9月15日早上和傍晚都取得了戰果，駕駛了兩架不同的紐波特戰鬥機出擊。在傍晚的飛行任務中，他用八枚Le Prieur空對空火箭武裝他的飛機，這些火箭安裝在外側翼間支柱上，並設計成應用電力來進行發射。他打算把它們用在攻擊觀察氣球上。事發時，他發現了三架羅蘭C-IIs偵察機，他用火箭向他們作一次齊射撕開了他們的編隊，然後用機槍把其中一名飛行員擊斃。在此之後，他固定駕駛一架改良版的紐波特17戰鬥機(序號A213)。在9月份，他三次在一天中取得三場空戰勝利，以擊落31架的記錄結束這個月，成為英國的首席王牌。這時他告訴他的指揮官，由於他的神經太緊張，他正在冒不必要的風險，他必須休息一下。波爾於10月3日休假，被奉派到英國RFC本土編制單位報到。同日，法國發表了一份關於波爾空戰成就的半官方報導，並在九日後被英國航空雜誌飛行再重新刊出。

### 本土戰線
波爾於1916年9月26日同時被授予傑出服務勳章(DSO)和一條勳章掛槓。第一枚DSO是表揚他攻擊兩個敵機編隊時，所展現出出眾和英勇的技術。而勳章掛槓同樣是嘉許他"出眾的技術和英勇" 當時他攻擊了四架敵機編隊後，即時在另一個時機，再攻擊了12架敵機。同月，他被授予俄羅斯帝國的聖佐治勳章。現在波爾被派駐回英國，他以無畏的飛行員被當做國家英雄。一大群記者在他家門口等候著他。在一次採訪中，他提到在飛行作戰中曾經被擊落了六次。11月18日，國王佐治五世在白金漢宮正式授予了他軍功十字勳章，傑出服務勳章和一條勳章掛槓。第二條DSO的勳章掛槓，是因為他攻擊了三架敵機並擊落了其中一架，之後於11月25日使他成為該勳章第一位三次獲勳者。波爾於1916年12月8日晉升為實質性的中尉。

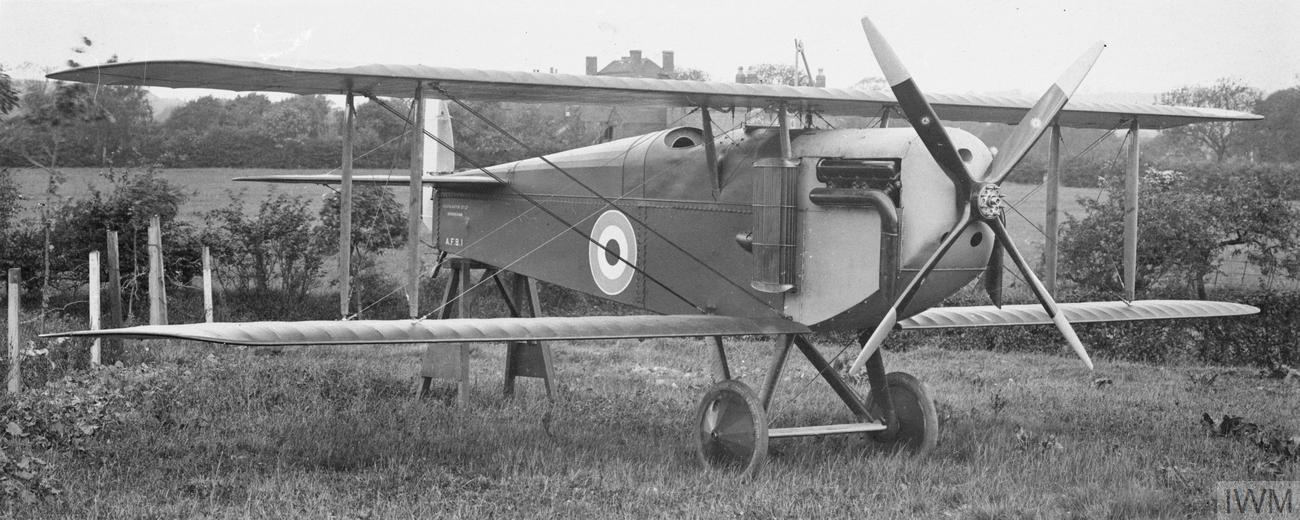
奧斯汀-波爾A.F.B.1戰鬥機，1917年

波爾沒有在離開西線戰場後返回作戰，而是被派往位於修福郡奧佛角的第34(預備役)中隊執行教學職務。這一次，他聽取了飛行教官菲臘·格里布爾(Philip Gribble)報告其執行任務情況，教官格里布爾是負責找出王牌戰鬥機飛行員的戰術; "他裁定波爾是以極大的勇氣和一點運氣"來進行空戰。波爾要求格里布爾讓他嘗試駕駛布里斯托斥候式戰鬥機，但他的降落不好造成重著陸，嚴重損壞了起落架; 波爾要求另一架機再試一次，但結果也相同，之後他吃了"七磅巧克力"來安慰自己。正正是在本土戰線服役期間，讓他能夠遊說建造和測試奧斯汀-波爾A.F.B.1戰鬥機。他希望能夠取得一架實驗機與他一同前往法國，但原型機直到他死後才完成。11月，他被邀請試飛新的皇家飛機工廠S.E.5單座偵察機的原型機。他試飛後未能留下深刻印象，他發現新型機較重、操控的反應不如他習慣的紐波特。另一方面，他對S.E.其他方面的性能作出的負面評價與這次測試原型機的其他飛行員的反應形成鮮明對比。波爾保持他對S.E.是"不中用的東西"的看法，但至少在他回到法國後，他使用了S.E.5取得了幾場空戰勝利。
1917年2月19日，波爾在他的家鄉獲贈予榮譽禮物諾定咸的城市鑰匙大約在這個時候，他遇到了也正在休假的王牌占士·麥卡登，後來他以最良好的措詞發表了對波爾的印象。在倫敦，波爾還遇到了日後擊落73架敵機成為整個大英帝國的首席王牌，加拿大飛行員比利·畢夏普，那時候他還沒有見識過空戰。他立刻喜歡上畢夏普，並可能幫助畢夏普加入了第60中隊。
3月25日在休班時，波爾認識了18歲的佛洛拉·楊格(Flora Young)。她接受了波爾的邀請穿著他們借來的皮革飛行外套和他一起飛行。4月5日，他們訂婚了; 她戴著他的銀製手鐲代替訂婚戒指。

### 第二次的戰鬥機崗位

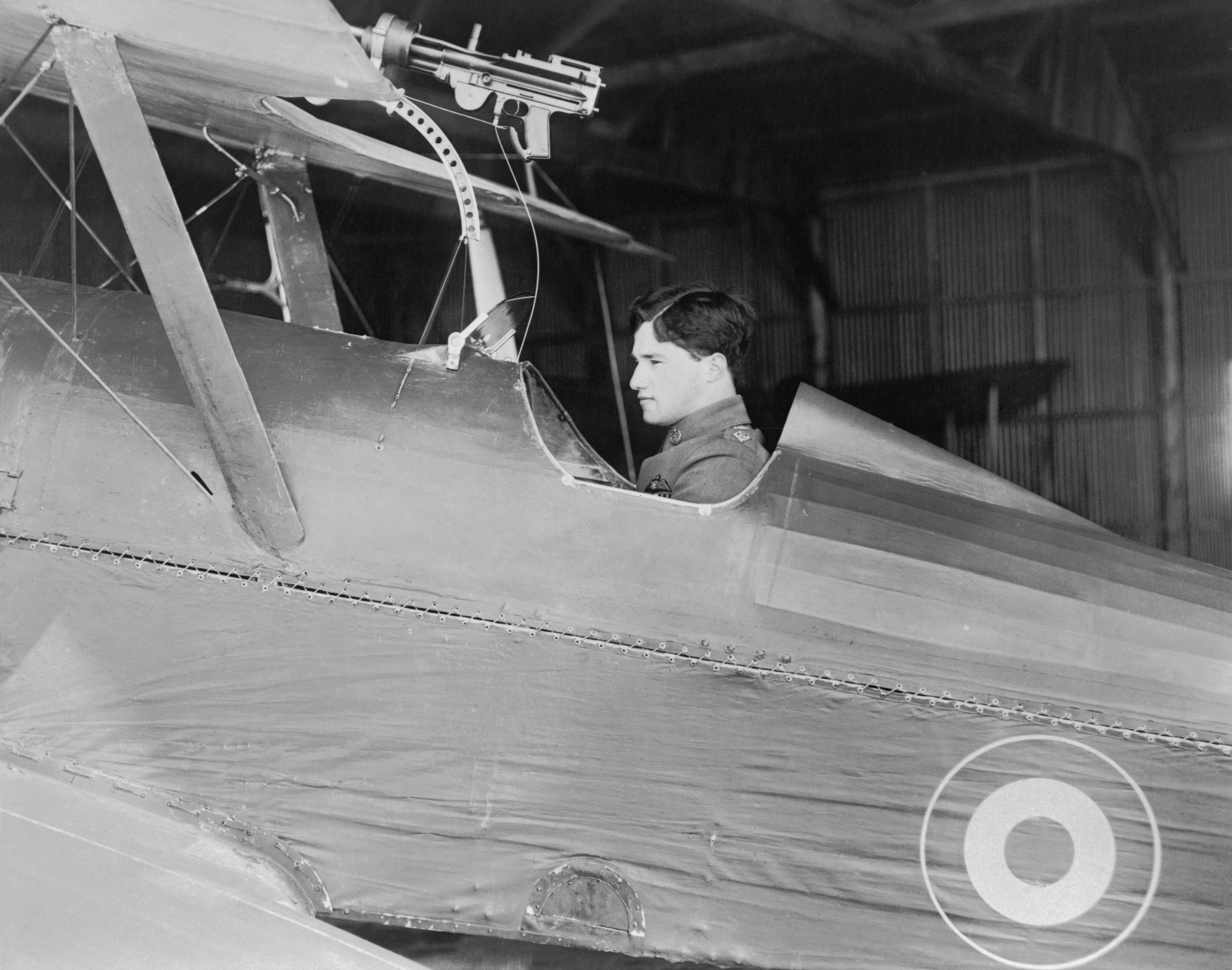
1917年4月波爾在他的S.E.5駕駛艙

無所作為使波爾感到焦躁，他開始思考要重返作戰崗位。他最終設法獲得了第56中隊飛行指揮官一職，該中隊被認為與其他建立的RFC部隊比較起來，更接近是一支精銳部隊。波爾在英國的王牌飛行員中仍然是首席王牌，一些文獻線索指出他依附在第56中隊是臨時性的。根據一個說法，他只被安排在中隊服務一個月，指導新手飛行員。
皇家飛機工廠的最新型S.E.5被選為裝備在新中隊。RFC高層對此選擇有些動搖，波爾本人對S.E.5並不滿意。經過一番激烈的遊說，他被允許保留他的紐波特17戰鬥機(序號B1522)與中隊一同前往法國; 紐波特是作為他執行單獨任務的機種，他與中隊的其他成員執行巡邏任務時會駕駛S.E.5。這項安排得到了特倫查德將軍的個人批准，他後來成為英國皇家空軍第一任空軍參謀長。1917年4月7日，第56中隊前往西線戰場。波爾抵達後寫信給他的父母說，"珍重! 我正要重新開始偉大的競賽"。
剛從包裝木箱移出的新製S.E.5序號A4850，被波爾大規模修改: 特別是他拆除了同步射擊系統的維克斯機槍，取而代之的是安裝在駕駛艙地板上，可向下方射擊的第二支路易士機槍。另外他還安裝了一個稍大一點的油箱。4月9日，A4850號進行了重新改裝，向下射擊的路易士機槍被拆除，安裝了標準版維克斯機槍代替。在4月18日寫給未婚妻佛洛拉·楊格(Flora Young)的一封信中，提到在機場上有自己的小屋，並在附近安置他的飛行小隊成員。
1917年4月23日，RFC嚴令波爾留在英軍防線上，但他仍駕駛紐波特五次與德軍交戰。在首次作戰那天，他用他喜歡的機腹射擊，將一架信天翁送入尾旋，接著緊隨其後繼續向它開火，直到信天翁撞落地面。這是第56中隊的首場勝利。波爾重新爬升到5,000英尺（1,500）的高度，他試圖潛入信天翁雙座機下方，並像往常一樣使用機腹射擊，但他飛過頭了，德軍信天翁的後座炮手爆發出一波射擊，15發子彈貫穿了紐波特的機翼和翼梁。波爾巧妙地將受損的紐波特飛返機場維修，並轉換S.E.5返回戰場。在當日的第三次交戰中，他在機槍卡彈之前作出了五輪的射擊。著陸清理機槍後，他再次起飛，突襲了五架信天翁戰鬥機，並送了一架進火焰中。不久之後，他的第五次空戰似乎沒有戰果，因為敵機設法安全著陸。然而，它的後座觀察員受了致命傷。
三天後，即4月26日波爾又取得了兩場空戰勝利，在4月28日飛行S.E.5(A4850號)再增添一架戰果。最後一天的作戰中使S.E.5受到敵軍行動的重創，最終被拆解並送去修理。到5月，儘管S.E.5s出現頻繁的卡彈問題，波爾在五天內仍擊落了七架信天翁，包括5月1日的兩架偵察型、5月2日的一架偵察機和一架信天翁D.III戰鬥機; 5月4日的一架D.III和5月5日的兩架D.IIIs。第二架犧牲者差點撞到波爾的S.E.5s，因為兩機迎頭掠過時開火射擊。當他們疾飛而過時，波爾被自己的戰鬥機油箱破口噴出的燃油打中暫時蒙蔽了雙目。清除眼睛上的燃油後，他駕駛他的S.E.5s在發動機零油壓的邊緣下飛返機場。他太累了，在著陸一段時間後，才能完成感謝上帝，然後口述他的作戰報告。
當中隊軍械士和機械師修理最新近的S.E.5序號A8898那個有毛病的同步射擊系統機槍齒輪時，波爾又零星地駕駛著紐波特出擊，並在5月6日一次傍晚的飛行中又成功摧毀了一架信天翁D.III，使他的戰績增加到44架。他繼續進行他慣常的單獨巡邏，但最近能幸運地存活下來。波爾的飛機現在遭受更嚴重的戰鬥損害證明他的德國對手正在改進部隊戰術。5月6日的某個時候，波爾在後者的機場拜訪了他的朋友比利·畢夏普。他提議兩人在黎明時分攻擊紅男爵的中隊所在機場，殺德軍飛行員一個措手不及。畢夏普同意在他即將到來的休假回來後，在月底參加這個大膽的攻擊方案。那天晚上，波爾在寫給父親的最後一封信中寫道："我確實厭倦了生活中總是殺人，我真的開始覺得自己像個殺人犯。當我完結的時候，我會很高興"。

### 最後的飛行和餘波

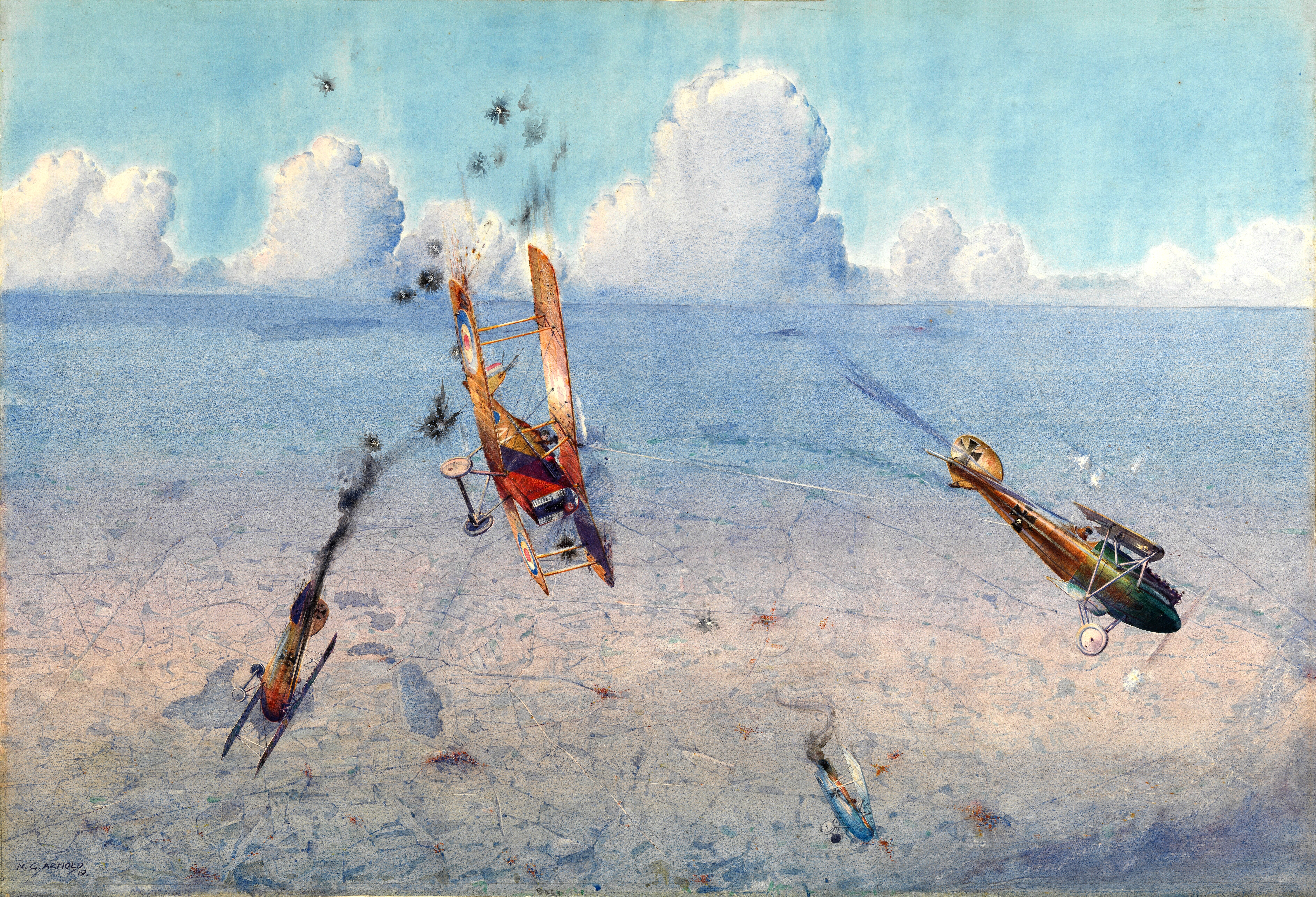
1917年5月7日波爾上尉的最後飛行，1919年由諾曼·阿諾德繪

1917年5月7日的黃昏，由波爾駕駛S.E.5率領第56中隊的11架英軍飛機鄰近杜埃與德軍第11戰鬥機中隊遭遇。在能見度不斷下降的情況下，一場邊打邊跑的纏鬥導致了中隊的飛機散落各處。塞西爾·阿瑟·路易士，這場空戰的參與者，在他的回憶錄"射手座的崛起"中描述了這一點。波爾最後一次被其他飛行員同伴看到，是正在追擊著紅男爵的弟弟洛塔爾·馮·里希特霍芬的紅色信天翁D.III，他最終因為油箱被擊穿在阿訥蘭附近降落。第56中隊的B飛行小隊隊長西里爾·高爾上尉觀察到波爾飛入積雨雲中。地面上的一名德軍飛行官海勒中尉隨後從雲層底部看到波爾的S.E.5的螺旋槳已停頓，而且機體在200英尺（61）高空倒轉地下墜。法蘭茲和卡爾·海勒兩兄弟以及他們部隊內另外兩個人都來自德軍偵察部隊"A292飛行部隊"。法蘭茲·海勒指出，"它離開雲團時留下了一團黑煙...是燃油洩漏到汽缸中造成"。引擎必須反轉才能做到這一點，眾所周知伊斯帕諾-西扎V8引擎在倒置時會有燃料充斥其引擎進氣歧管後會停止運轉。法蘭茲·海勒和他的三個同伴趕往墜機現場。他們到達時波爾已經死亡。四名德國空勤員一致認為，失事飛機沒有受到任何戰損。波爾的屍體上沒有發現槍傷，儘管海勒從頭到尾找過波爾的衣服去尋找身份證明。海勒還是把波爾帶到野戰醫院。隨後一名德國醫生記述其死因為背部和胸部以及四肢骨折。

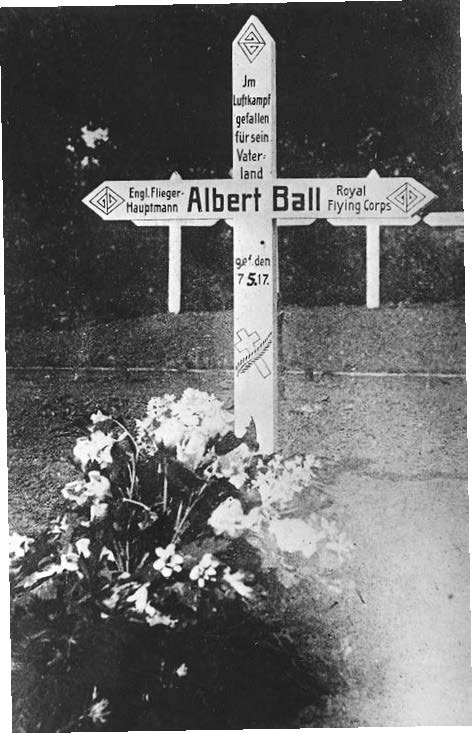
波爾在阿訥蘭墓前豎立的原本德國人製作的墓碑

德國人將擊落波爾的戰功記在里希特霍芬身上，但對所發生的事實有些懷疑，特別是因為里希特霍芬聲稱是擊落一架索普威思三翼戰鬥機，而不是一架S.E.5，S.E.5是一架雙翼機。鑒於德軍最高司令部可能已經作出一項高級別的決定，為紅男爵的弟弟製作宣傳計劃，而將波爾的死歸功於他。
波爾很可能根本沒有被擊落，而是在最後的戰鬥中出現暫時性的眩暈症狀做成迷失了方向和失控，其他飛行員亦聲稱是這種眩暈症狀的受害者。波爾的中隊懷抱希望他只是成為戰俘，英國政府於5月18日正式將他列為"失蹤者"。媒體上有很多猜測; 在法國哈瓦斯通訊社報導: "亞厘畢·波爾，飛行員的明星...自5月7日以來一直失蹤。他是被俘虜還是被殺了？如果他死了，他是否為第45次空戰勝利而戰死。"直到月底，德國人才在協約國的防線後方投下訊息，告知波爾已經陣亡，並在他墜機兩天後以全軍禮榮譽埋葬在阿訥蘭。在波爾的墳墓上他們稱其為"英國的里希特霍芬"，德國人豎立了一個十字架，上面刻著德語Im Luftkampf gefallen für sein Vaterland Engl. Flieger-Hauptmann Albert Ball, Royal Flying Corps (意指英國皇家飛行隊，飛行員亞厘畢·波爾上尉在空戰中為他的祖國倒下)。
全世界媒體都報導了波爾的死訊。在英國的《每周電訊》中他被譽為"皇家飛行隊的神奇小子"，在葡萄牙譽為"英格蘭王牌中的王牌"，在南美洲譽為"飛行員英雄"，還有在法國譽為"超級空勤員"。1917年6月7日，《倫敦公報》報導了他獲法國政府頒授法國榮譽軍團勳章。第二天，他被授予維多利亞十字勳章，以表彰他在1917年4月25日至5月6日的戰事上所展現出"最出眾的和堅定不移的英勇行為"。1917年6月10日，在諾定咸市中心的聖馬利亞教堂為波爾舉行了追悼會，大批哀悼者經過時向波爾致敬。追悼會出席者包括波爾的父親亞厘畢·波爾爵士和現在也是RFC飛行員的弟弟西里爾，他的母親哈麗特悲傷過度，沒有出席。6月15日波爾被追封為正式的上尉。7月22日，國王佐治五世將他的維多利亞十字勳章贈予其父母。第二年，他被美國航空俱樂部授予特別獎章。

## 書籍
- Kiernan, Reginald Hugh. . London: John Hamilton. 1933. OCLC 2273714.

## 外部連結
- Film of the unveiling of Albert Ball's memorial at Nottingham Castle (British Pathé)
- French school children honour World War I Fighter Ace （页面存档备份，存于） (Victoriacross.org.uk)
- （法語） Collège Albert Ball （页面存档备份，存于） (school in Annœullin named after Ball in 1999)
- Catalogue record of letters from Albert Ball held at the Nottinghamshire Archives （页面存档备份，存于） (The National Archives)
- Paintings of Albert Ball, JP （页面存档备份，存于）, Captain Albert Ball, VC （页面存档备份，存于）, and Lois Ball （页面存档备份，存于） (BBC, originals at Nottingham Castle Museum and Art Gallery)
- Royal Flying Corps tunic worn by Albert Ball （页面存档备份，存于） (Imperial War Museum)
- Procession for Albert Ball Memorial Service （页面存档备份，存于） (Picture the Past)
- King George V presenting Ball's VC to his parents （页面存档备份，存于） (Picture the Past)
- The Short But Eventful Life of Albert Ball, VC (Ed Dixon) （页面存档备份，存于）